# ウラジーミル・プーチンのペット

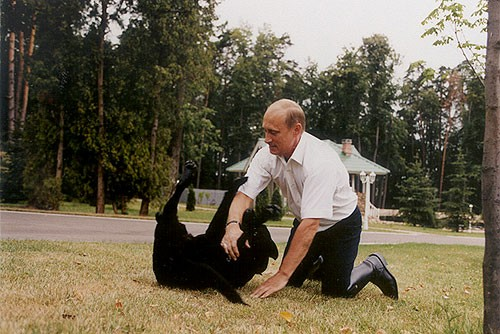
ペットのコニーと戯れるプーチン

ウラジーミル・プーチンのペットでは、ロシア連邦の第2・4代大統領であるウラジーミル・プーチンのペットについて解説する。プーチンは、現在までに7匹の犬を飼っており、2014年以降は、4匹の犬を飼っている。彼の犬好きは、ロシアの外交関係において犬が著名な政治的贈り物になったことにつながった。

## 一覧
プーチンが大統領に就任したとき、プーチン一家はトーシャとロデオという2匹のプードルを飼っていた。彼らは離婚後、元妻のリュドミラ・プーチナと一緒にいたと伝えられている。

### コニー (1999–2014)
コニーはメスのラブラドール・レトリバー。コニーは1999年に生まれ、2000年の12月にプーチンにプレゼントされた。

### バフィー (2010–)
キャラメル色で白いブルガリアのオスの10週齢のシェパード・カラカハン・ドッグあるバフィーは、2010年11月にプーチンがブルガリアを訪問した際、ブルガリアのボイコ・ボリソフ首相から贈られた 。「バフィー」という名前は、5歳の男の子によって命名された。

### ユメ (2012–)

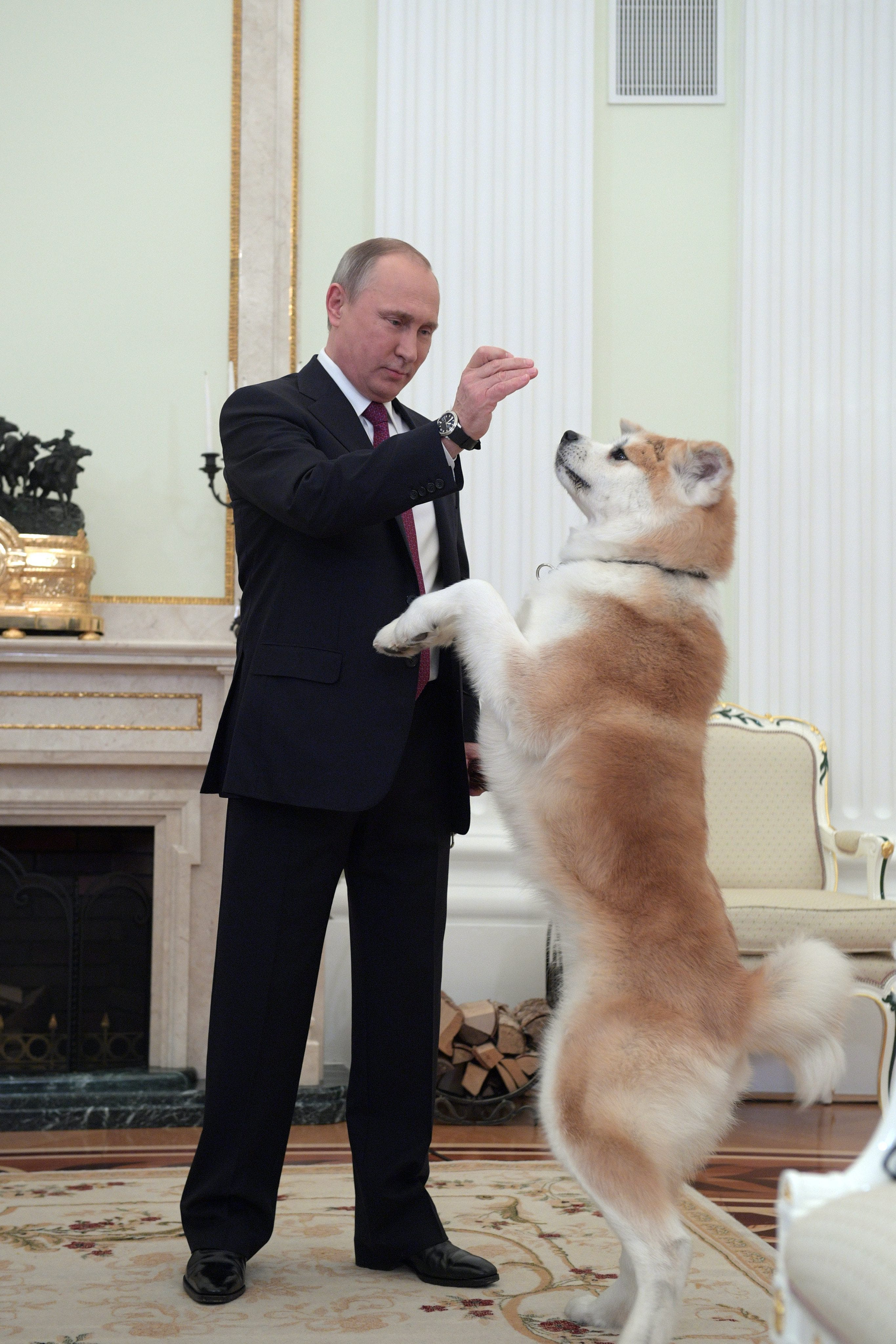
2016年、ユメと

2011年の東日本大震災の後、ロシアからの支援に対する感謝を示す秋田県の贈り物として、2012年7月に生後3ヶ月のメスの秋田犬のユメが東京からモスクワに到着した. 「ユメ」という名は日本語の「夢」に由来している。
なお、ユメの返礼として、2013年に雄のシベリア猫であるミールがプーチンから秋田県知事に送られた。
2016年、日本政府はプーチンにオスの秋田犬をユメの仲間として提供したが、この贈り物は断られた。
2019年にはカレンダーにプーチンと戯れる写真が掲載されその後しばらく情報が途絶えていた。2024年12月17日にロシア大統領府が「ゆめは高齢にもかかわらず元気にしている。温厚でいたずら好きな性格と忠義深さでプーチン大統領を喜ばせ続けている」と回答した。

### ヴェルニ (2017–)

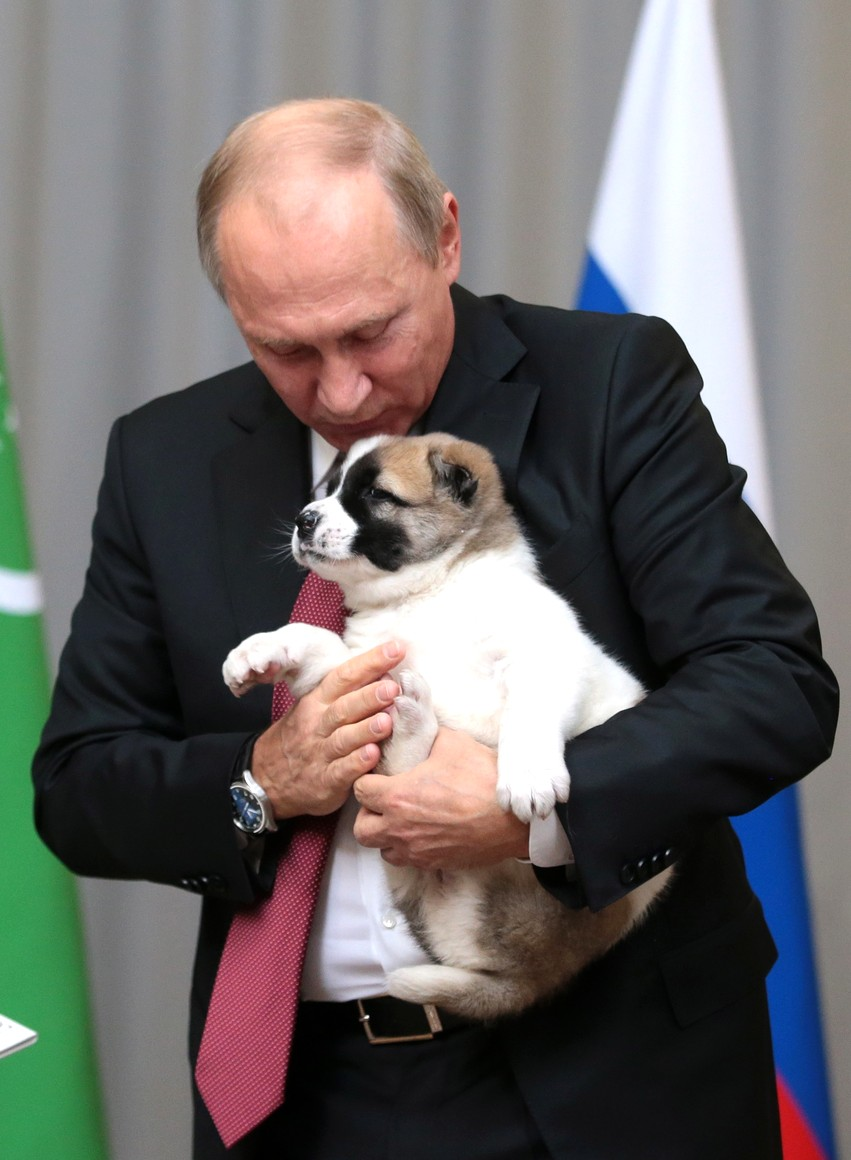
2017年、子犬のヴェルニと

ヴェルニは、 2017年10月にソチで開催された会合で、トルクメニスタンのグルバングル・ベルディムハメドフ大統領から誕生日プレゼントとして贈られた、セントラル・アジア・シェパード・ドッグの子犬である。「Verni」はロシア語で「忠実」を意味する。

### パシャ (2019–)
パシャは、2019年1月の公式訪問中に、セルビアのアレクサンダル・ヴチッチ大統領からプーチンに贈られたシャルプラニナッツの子犬である。

### シェルカン (2019–)
シェルカンは、2019年3月のロシア・キルギス間の会合のためキルギスを訪問していたプーチンに、ソーロンバイ・ジェーンベコフ大統領から贈られたタイガンという種の犬である。

### 名前不詳の豊山犬 (2024-)
名前不詳の豊山犬は、2024年6月に訪朝したプーチンに金正恩朝鮮労働党労働党総書記から贈られた2匹の豊山犬である。